# Casa Villà del Grau
La Casa Villà del Grau és un edifici de Sant Pol de Mar (Maresme) inclòs a l'Inventari del Patrimoni Arquitectònic de Catalunya.

## Descripció
Es tracta d'una masia situada als afores i enmig d'una urbanització. La casa té un cos afegit a l'esquerra. Consta de tres cossos perpendiculars a la façana i un altre a la part posterior. És de planta baixa i un pis. A la planta baixa hi ha la porta d'entrada, de granit i amb dovelles, en el primer pis hi ha finestres també de granit i destaca un finestral del segle xiv al costat d'un rellotge de sol que decora la façana, també hi ha unes rajoles de ceràmica amb figures. Tota la casa es troba protegida per un mur que l'envolta i té una era entre el mur i la façana principal.